# Luchibang

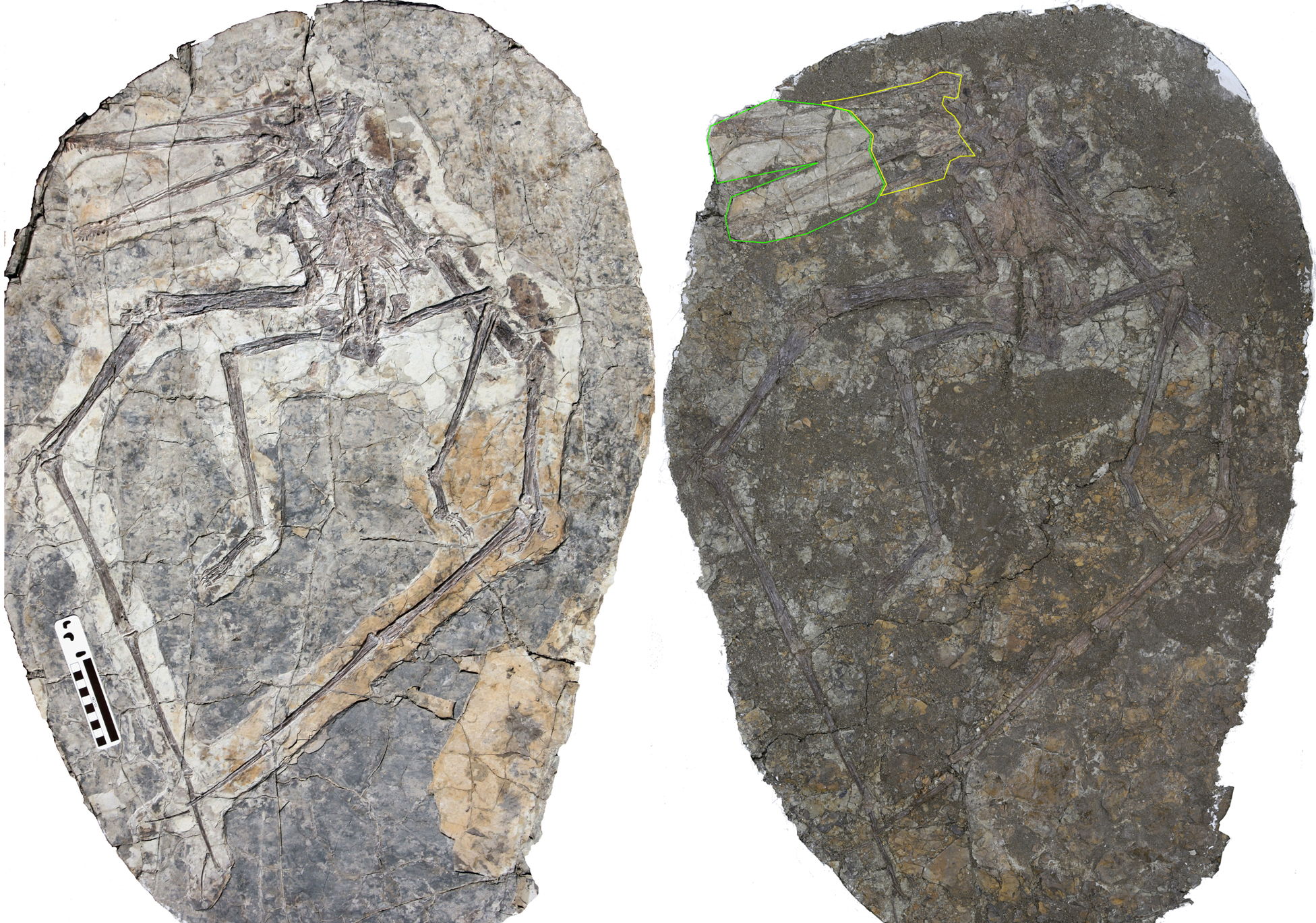
Скелет химерного Luchibang до (ліворуч) і після (праворуч) пошкоджень від повені, з мордою голотипу, позначеною зеленим кольором, і потенційно проблемними ділянками, позначеними жовтим кольором

Luchibang — рід птерозаврів з родини Istiodactylidae, що існував у ранній крейді. Розмах крил приблизно 2 м. Рештки майже повного скелета знайдені на території КНР. Описано один вид — Luchibang xingzhe. Найближче споріднений з Liaoxipterus і Istiodactylus.